# Против Поликла о сверхсрочной триерархии
«Против Поликла о сверхсрочной триерархии» — судебная речь, которую приписывают древнегреческому оратору Демосфену. Сохранилась в составе «демосфеновского корпуса» под номером L. Была произнесена предположительно в 359 году до н. э., авторство Демосфена оспаривается комментаторами.
Речь произнёс афинянин Аполлодор, фигурирующий в ряде других произведений «демосфеновского корпуса». В 362/361 году до н. э. он выполнял обязанности триерарха, причём по истечении года назначенный ему преемником Поликл сначала долго не появлялся, а потом отказывался принять корабль. В итоге Аполлодор, по его словам, понёс большие дополнительные расходы на содержание экипажа и на доплаты к государственному жалованью. Он подал иск, чтобы получить эти деньги с Поликла. Впрочем, Аполлодор мог исказить реальную картину: существует вероятность того, что он не передал корабль Поликлу вовремя, чтобы вернуться в Пирей на своём корабле.
Антиковеды полагают, что речь могла быть приписана Демосфену по ошибке. Возможно, автор — сам Аполлодор (как и в случае с речами «Против Неэры», «Против Каллиппа», «Против Тимофея о долге», «Второй речью против Стефана о лжесвидетельстве»).